# Velaines
Velaines é uma comuna francesa na região administrativa de Grande Leste, no departamento de Meuse. Estende-se por uma área de 10,71 km². Em 2010 a comuna tinha 972 habitantes (densidade: 90,8 hab./km²).